# Cuscuta membranacea
Cuscuta membranacea är en vindeväxtart som beskrevs av Truman George Yuncker. Cuscuta membranacea ingår i släktet snärjor, och familjen vindeväxter. Inga underarter finns listade i Catalogue of Life.